# Polydipsie
La polydipsie est un symptôme rencontré le plus souvent en endocrinologie et caractérisé par une soif excessive avec augmentation de l'absorption de liquide, causée par la polyurie dans le cas du diabète, qu'il soit de type insipide (par diminution de la sécrétion de l'ADH) ou sucré (augmentation de l'osmolarité due à l'augmentation de la concentration en glucose), ou dans certains cas de diabète sucré, par un dérèglement du centre hypothalamique de la soif[réf. nécessaire].
Il peut de plus se retrouver dans certains cas d'hémorragies sévères (hypovolémie), d'osmolarité sanguine élevée (déshydratation importante), ou encore de glucosurie rénale familiale.
Elle peut être primaire dans le cadre d'une potomanie.

## Causes
Ce symptôme se rencontre de façon caractéristique chez les diabétiques (souvent c'est l'un des premiers), et les malades traités qui pour une raison ou une autre ne prennent pas leurs médicaments antidiabétiques ou dont le traitement ne convient pas. La cause peut en être aussi un changement de l'osmolalité des liquides extracellulaires (en) dans le corps, une hypokaliémie, une diminution de la volémie (comme c'est le cas lors d'une hémorragie), et d'autres maladies qui provoquent un déficit hydrique. C'est généralement un résultat d'une diurèse osmotique (en). Le diabète insipide (ainsi nommé par opposition au diabète sucré) peut également provoquer une polydipsie. La polydipsie est également un symptôme d'intoxication anticholinergique. Le zinc est aussi connu pour réduire les symptômes de la polydipsie en amenant le corps à absorber les fluides de manière plus efficace (il réduit la diarrhée et provoque de la constipation) et il permet au corps de conserver plus de sodium; c'est pourquoi une carence en zinc peut être une cause possible. On observe aussi la combinaison de polydipsie et de polyurie (nocturne) dans l'hyperaldostéronisme primaire, lequel accompagne souvent l'hypokaliémie. Les neuroleptiques peuvent avoir des effets secondaires comme la xérostomie qui peuvent faire ressentir de la soif au patient.